# Boulevard du Midi (Le Raincy)
Pour les articles homonymes, voir Boulevard du Midi.
Le boulevard du Midi est une voie de communication située au Raincy,,.

## Situation et accès
Avec le boulevard du Nord, le boulevard de l'Est et le boulevard de l'Ouest, cette voie de communication forme un circuit qui marque approximativement les limites de la ville, car percé à l'emplacement de l'enceinte du parc du château du Raincy.

## Origine du nom

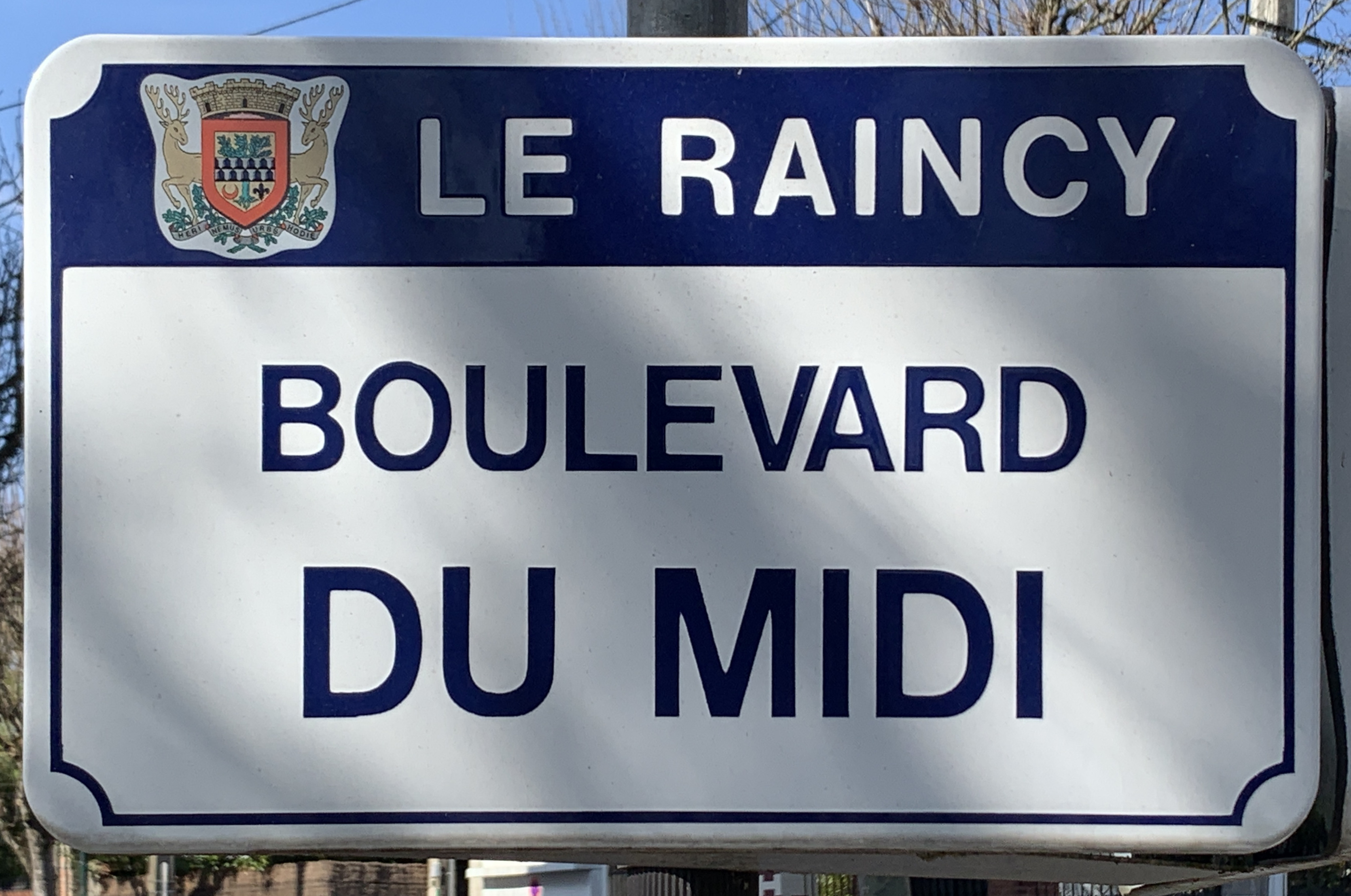
Plaque du boulevard.

Son nom lui est attribué de par son orientation au sud, par rapport aux trois autres boulevards qui entourent Le Raincy.

## Historique
Le lotissement du parc du château fit de cette commune un endroit renommé, dont peuvent témoigner les nombreuses cartes postales du début du XXe siècle, et les travaux successifs de création d'un tramway du Raincy à Montfermeil, très novateur à l'époque.
Cette voie de circulation a tout d'abord été équipée d'un monorail inventé par l'ingénieur Jean Larmanjat. Il fut ensuite remplacé par un tramway électrique, ce qui fut le premier essai en France d'un chemin de fer sur route.

## Bâtiments remarquables et lieux de mémoire

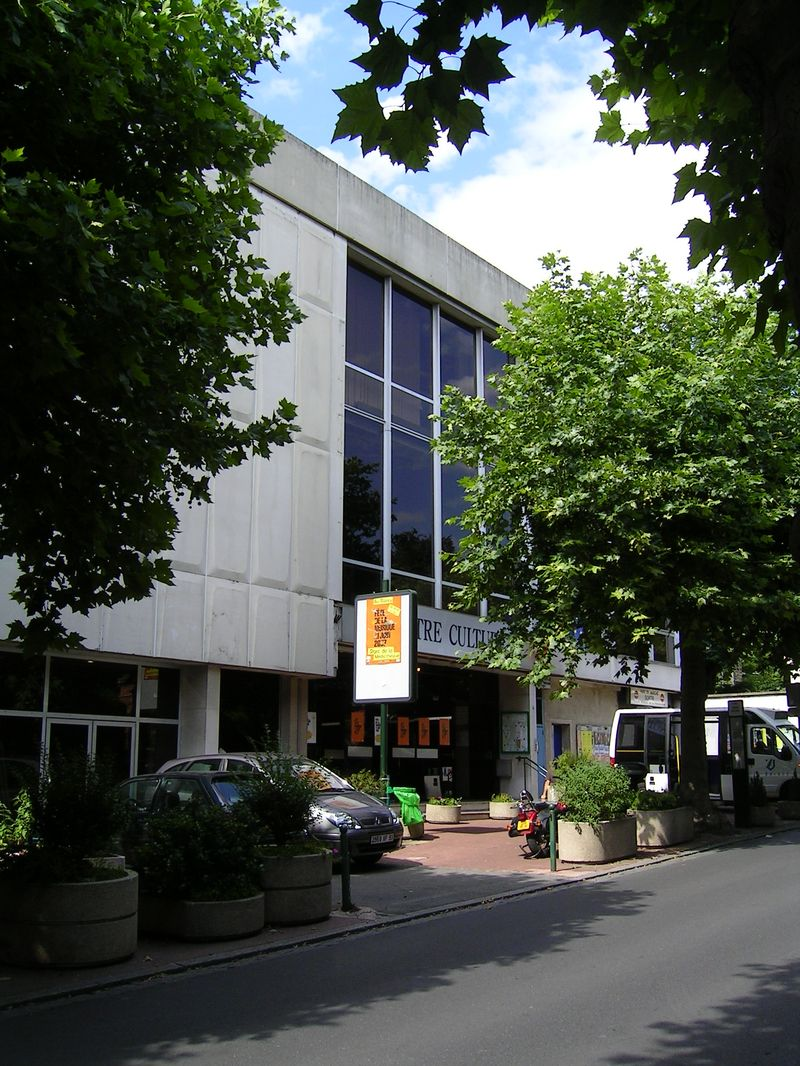
Le Raincy - Centre culturel

- Centre culturel du Raincy, anciennement centre Thierry-Le-Luron, reconstruit à partir de 2019[7].
- Antoine Seurat, le père du peintre Georges Seurat, y possédait une villa[8].
- C'est le long de ce boulevard que se trouvaient le chenil et le château d'eau du château du Raincy.